# Катастрофы недели
«Катастро́фы неде́ли» (с 5 октября 1998 по 22 февраля 1999 года называлась «Катастрофы и войны недели») — информационно-аналитическая телепрограмма, выходившая на ТВ-6 c 1 октября 1994 по 20 января 2002 года изначально по субботам, далее по понедельникам, а затем по пятницам или воскресеньям вечером с повтором в понедельник или вторник утром. Руководитель проекта — Иван Демидов.
Специализировалась на дайджесте катастроф, аварий, стихийных бедствий и других различных чрезвычайных ситуаций. Первым ведущим программы (с октября 1994 до июня 1995 года) был Иван Усачёв, затем передачу вёл Андрей Пучков. Программа в премьерном показе выходила в прямом эфире, в некоторых выпусках передачи в студии также мог работать телефон для ответов на звонки телезрителей.
Производство программы было прекращено одновременно с закрытием телеканала ТВ-6.

## История

### Иван Усачёв
По свидетельству Ивана Усачёва, ведущим передачи «Катастрофы недели» он стал совершенно случайно. Он пришел на ТВ-6 к генеральному продюсеру Ивану Демидову с отснятыми вариантами программы «Навеселе». Демидов показал материал Николаю Фоменко, который, увидев Усачёва в кадре, сказал: «Супер. У него уши большие. Будет вести „Катастрофы недели“». Усачёв попробовал сделать эфир данной передачи и был утверждён её ведущим. Творческим вдохновителем проекта стал Иван Демидов. Впервые передача «Катастрофы недели» вышла в эфир на ТВ-6 1 октября 1994 года.
Усачёв часто признавался, что работа в программе «Катастрофы недели» особой радости ему не доставляла. «Я, видимо, слишком сопереживал происходящему, всё увиденное постоянно стояло перед глазами, и избавиться от этого не было никакой возможности. Оказывается, я не могу относиться к тяжёлым экстремальным съёмкам просто как к рабочему материалу». Поэтому, при первой попавшейся возможности, он предпочёл перейти в телевизионный проект «помягче». Такой проект вскоре был создан, получил название «Вы — очевидец», и начал выходить с лета 1995 года. Усачёв стал его ведущим. Передача просуществовала на ТВ-6 до января 2002 года, а потом продолжила выход в эфир на РЕН ТВ. В 2007 году программа раскололась на несколько отдельных передач — «Очевидец: самое шокирующее» и «Очевидец: самое смешное».

### Андрей Пучков
В июне 1995 года ведущим программы стал Андрей Пучков, ранее являвшийся её режиссёром. «Самым „жарким“ был 2000 год — вспоминал впоследствии Пучков — взрыв в Пушкинском переходе, затопление „Курска“, пожар на Останкинской телебашне… Не было отпусков — шла череда спецвыпусков».
Отмечается, что программа «Катастрофы недели» почти всегда за период своего существования имела хорошие телевизионные рейтинги.

### Закрытие
В 2000 году появились слухи о том, что программа «Катастрофы недели» на канале ТВ-6 может быть закрыта. Андрей Пучков изучал возможности перенесения передачи на другие телеканалы. РТР отказалось принять передачу, мотивировав это тем, что на канале и так много выходцев с ТВ-6 (ранее на второй канал с шестого перешли Пётр Шепотинник с передачей «Кинескоп» и Станислав Кучер), НТВ мотивировало отказ тем, что канал не принимает чужих идей. Стоит отметить, что «Катастрофы недели» была одной из немногих старых передач ТВ-6, оставшихся в эфире канала после перехода туда команды Евгения Киселёва весной 2001 года. При этом в октябре 2001 года в передаче произошло обновление стиля заставок на более современный и соответствовавший новому стилю ТВ-6. Изменился и имидж ведущего (как и в остальных старых передачах на канале).
По утверждению Андрея Пучкова, программа, как и катастрофы, должна была существовать вечно, потому что катастрофы существуют неизбежно, будут происходить всегда, и интерес человечества к их преодолению, возможностям их избежания, к минимизации их последствий — будет постоянным. Пучков в числе планов указывал десятилетний, двадцатилетний, тридцатилетний юбилей. Но закрытию программы поспособствовали внешние обстоятельства: программа перестала выходить в эфир одновременно с закрытием телеканала ТВ-6.

## Содержание
Главный принцип проекта был определён самим названием — это еженедельный дайджест крупных катастроф, аварий и стихийных бедствий, которые произошли в мире за 7 дней или имели место в прошлом. Главным источником информации для программы служили ежедневные выпуски новостей, распространяемые по миру телеинформагентствами (в основном APTN), вторым источником являлись сюжеты и информация из российских регионов (активное использование партнёрской сети ТВ-6). Третьим источником были собственные съёмки программы — преимущественно это были интервью со специалистами, оперативные съёмки крупных катастроф, произошедших в Москве и ближнем Подмосковье, и видеоотчёты о командировках. Свои сюжеты также предоставляло Министерство по чрезвычайным ситуациям (МЧС РФ). Некоторые передачи начинались с эпиграфа, в который выносились афоризмы великих писателей или учёных.
Проект считался авторами уникальным, поскольку ни в одной стране мира не было такой программы, которая вмещала бы в себя информацию о всех катастрофах мира. За ограниченный хронометраж эфирного времени авторы успевали рассказать минимум о 20 происшествиях.
Корреспондентам программы пришлось объехать почти все крупные города России: Санкт-Петербург, Новосибирск, Омск, Иркутск, Хабаровск, Владивосток и многие другие, часто вне зависимости от происходивших там катастроф. Темами больших репортажей в программе часто становились большие учения МЧС, рассказы о мерах по предотвращению катастроф и опасных ситуаций или же информация о хорошо налаженной службе оперативного реагирования на чрезвычайные ситуации.
В последние дни декабря 1995—2001 годов выходил ежегодный выпуск «Катастрофы года» («Катастрофы и войны года», «Катастрофы тысячелетия»), который представлял собой обзорный показ чрезвычайных происшествий, случавшихся в течение всего уходящего года.
В течение всего периода существования программа завершалась демонстрацией титров, где была перечислена вся работавшая на выпуск творческо-производственная бригада.

## Саундтрек
В программе был использован саундтрек из альбома Oxygène, написанный Жаном Мишелем Жарром. Треки из альбома проигрывались во время показа роликов.

## Похожие передачи
Ещё в период существования «Катастроф недели» на российском телевидении появилось большое количество похожих по формату передач. Так, в 1999—2004 годах на «Первом канале» выходила программа «Спасатели: экстренный вызов». В 2000—2001 годах на ТВ-6 выходила программа «Х-Фактор», подготовленная творческой группой «Катастроф…» с ведущим Андреем Пучковым.
В 2006 году программа «Стихия» — аналог «Катастроф» — выходила на НТВ, а программы «Экстренный вызов 112» (РЕН ТВ) и «Место происшествия» (Пятый канал) практически по концепции те же передачи, но выходят они в эфир каждый день по будням.